# Jason Lutes
Jason Lutes, né le 7 décembre 1967, est un dessinateur de comics américain.

## Biographie
Jason Lutes commence sa carrière à Seattle en 1991 dans la maison d'édition de comics Fantagraphics, puis prend la direction artistique de la revue The Stranger qui publie des comics indépendants et dans laquelle il publie une série regroupée plus tard sous le titre Jar Of Fools. Cette série, publiée en France sous le titre Double Fond, reçoit une nomination aux Harvey Awards en 1996. En 1993, il reçoit un prix de la Fondation Xeric.
Après un voyage en France où il découvre entre autres les bandes dessinées de Tintin et d'Astérix, Jason adopte la technique de la ligne claire pour s'atteler à un projet personnel sur l'histoire de l'Allemagne au temps de la République de Weimar. Après deux années de recherches, il sort sa série intitulée Berlin qui comprend 3 tomes, publiés en France chez Delcourt.
En 2008, Jason Lutes entre au Center for Cartoon Studies (situé à Hartford dans le Vermont) où il mène une carrière d'enseignant.

## Œuvres

### Séries
- Double Fond (1994)
- Berlin (1996–2018)
  - Berlin livre premier : La cité des pierres (2000,  (ISBN 1-896597-29-7))[3]
  - Berlin livre deuxième : Ville de fumée (2008,  (ISBN 978-1-897299-53-1))
  - Berlin livre troisième : Ville de lumière (2018,  (ISBN 978-1-896597-29-4)) - Sélection officielle du Festival d'Angoulême 2020

## Récompense
- 1993 : prix de la Fondation Xeric
- 2018 : Prix Inkpot, pour l'ensemble de son œuvre
- 2019 :  Prix Micheluzzi de la meilleure série étrangère pour Berlin, vol. 3[4]